# Alexander Kanoldt

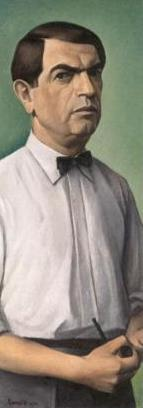
Alexander Kanoldt, zelfportret

Alexander Kanoldt (Karlsruhe, 29 september 1881 - Berlijn, 24 januari 1939) was een Duits kunstschilder en graficus. Hij wordt gerekend tot de stroming van de Neue Sachlichkeit.

## Leven en werk
Alexanders Kanoldts vader Edmond was een kunstschilder die werkte in de stijl van de Nazareners. Alexander studeerde aan de Kunstacademie van Karlsruhe. Na enkele reizen naar Engeland, Frankrijk, Zwitserland en Italië vestigde hij zich in 1908 in München. Daar raakte hij verzeild in modernistische kringen. Samen met Wassily Kandinsky, Alexej von Jawlensky, Gabriele Münter, Marianne von Werefkin en anderen richtte hij in 1909 de Neue Künstlervereinigung München (N.K.V.M.) op, waaruit in 1911 de redactie van de Der Blaue Reiter voortkwam. In 1913 startte hij met Alexej von Jawlensky, zijn vriend Adolf Erbslöh, Albert Weisgerber, Paul Klee en Karl Caspar de Neuen Sezession München. Tijdens de Eerste Wereldoorlog diende hij in het Duitse leger als officier.
Na de oorlog werkte Kanoldt veel samen met Georg Schrimpf, met wie hij later de magisch-realistische variant van de Neue Sachlichkeit vertegenwoordigde. Tijdens een lange reis door Italië, samen met Erbslöh, schilderde hij architectonische, soms angstaanjagende landschappen vanuit verschillende perspectieven, bijna magisch strak in de vorm gegoten. Verder maakte hij veel stillevens in een sobere, bijna versteende stijl. In 1925 nam hij met een grote hoeveelheid werken deel aan de grote 'Neue Sachlichkeit'-tentoonstelling in de Kunsthalle Mannheim. Vervolgens gold hij als een van de meest prominente vertegenwoordigers van deze nieuwe stroming, samen met Otto Dix, George Grosz, Georg Schrimpf en Christian Schad.
In 1925 werd Kanoldt benoemd tot professor aan de Kunstacademie van Breslau. In 1931 nam hij daar echter ontslag en startte een eigen kunstschool in Garmisch. In 1932 werd hij lid van de Münchense kunstenaarsvereniging "Die Sieben". In 1933 kreeg hij een leerstoel aan de Kunstacademie van Berlijn.
Hoewel Kanoldt in 1932 lid was geworden van de NSDAP werd zijn kunst tijdens het nazi-regime uiteindelijk toch als 'ontaard' bestempeld en in 1937 in beslag genomen. In 1936 was hij al teruggetreden als professor uit zijn functie bij de Berlijnse academie. Hij overleed in 1939, op 57-jarige leeftijd.

## Galerij

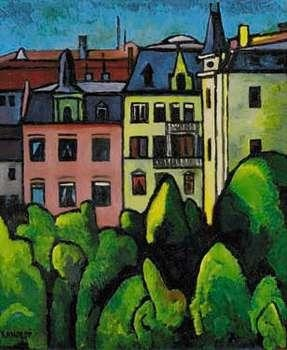
De zonnestraal, 1918
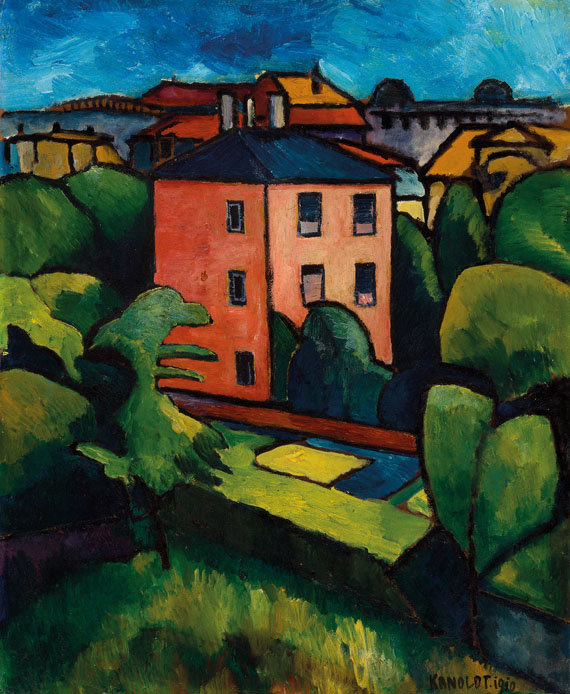
Het rode huis, 1910
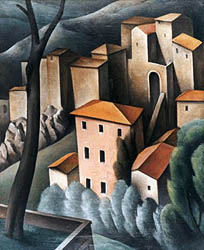
Olevano, 1927
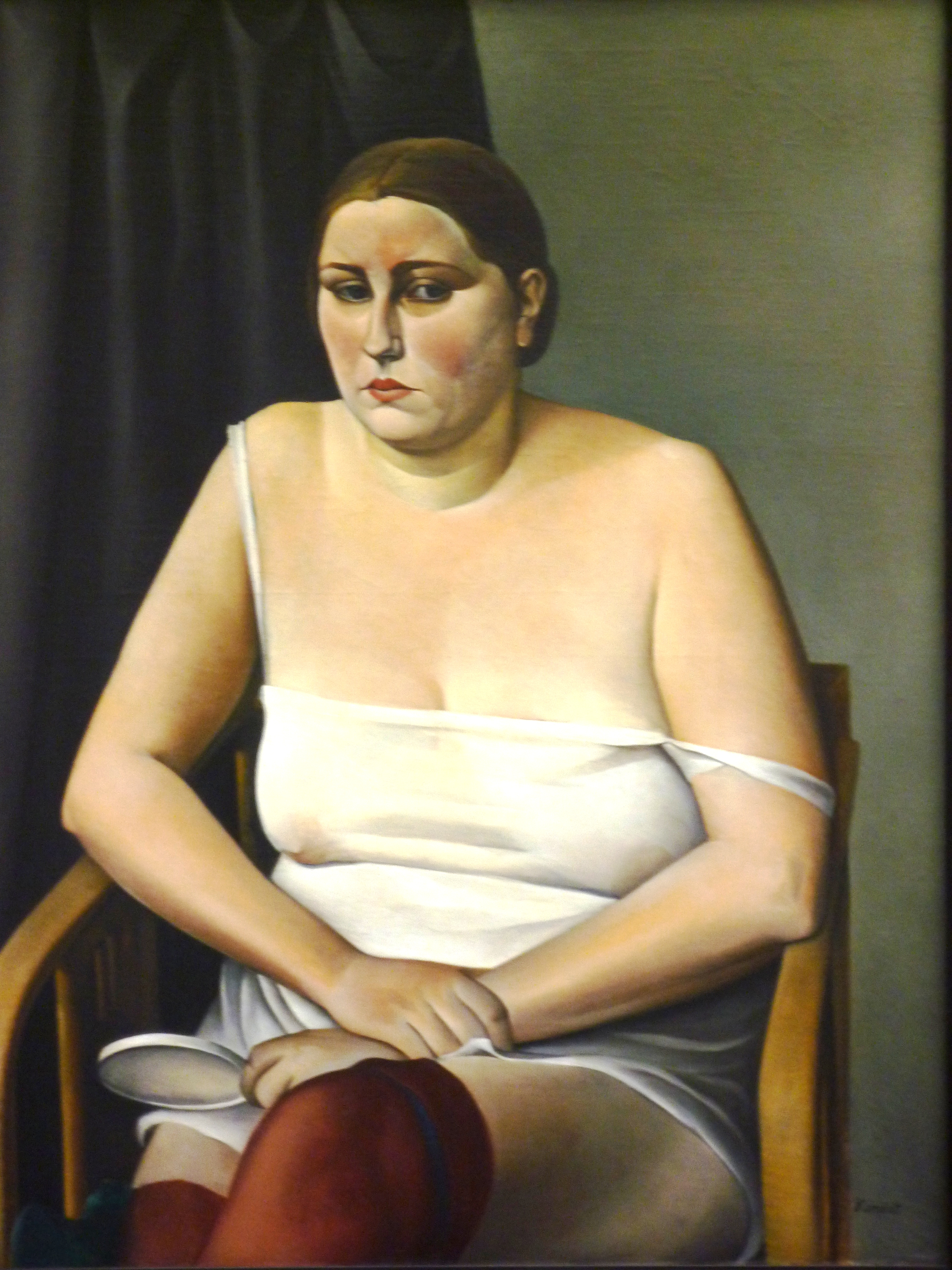
Halfnaakt, 1926
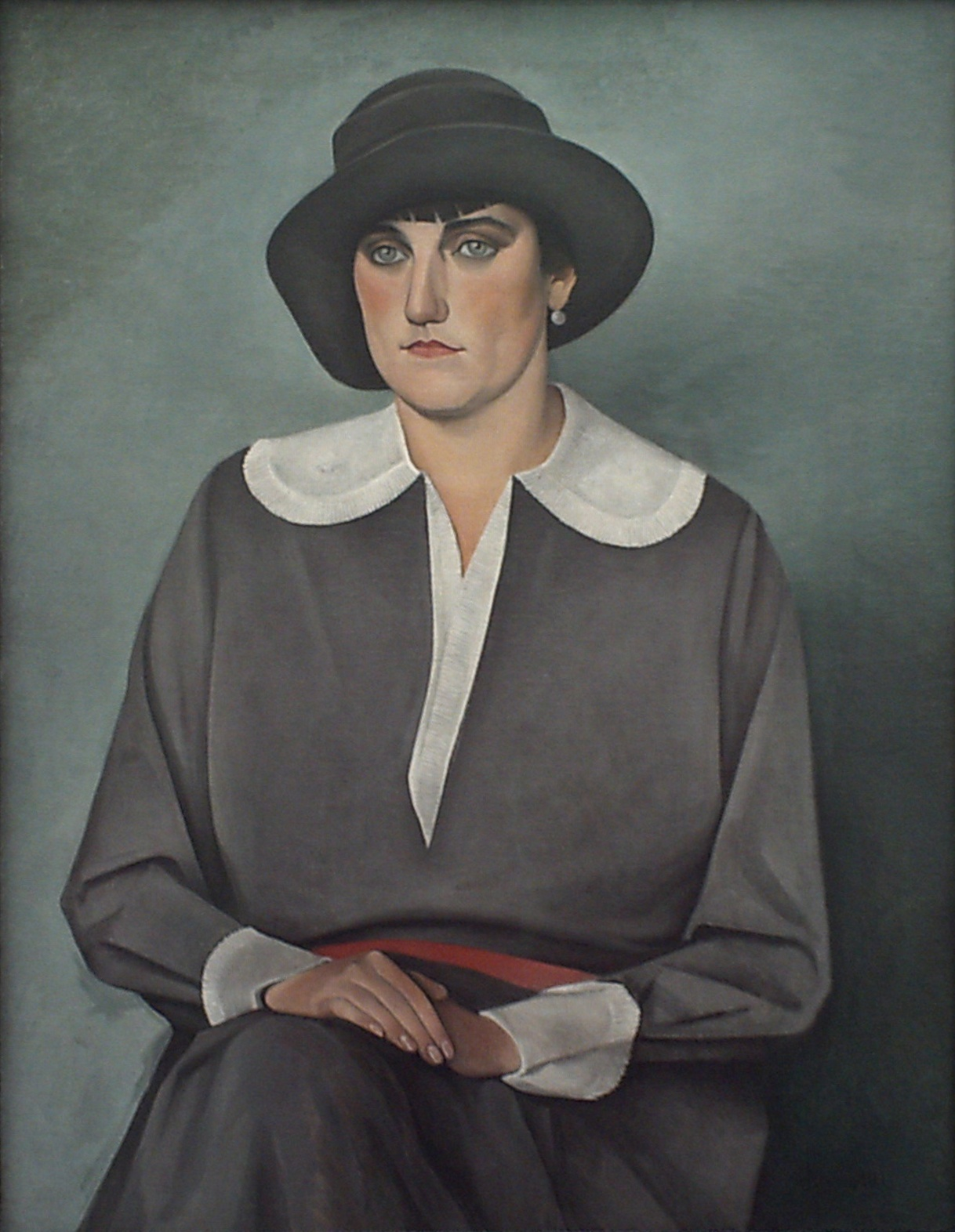
De rode gordel, 1929
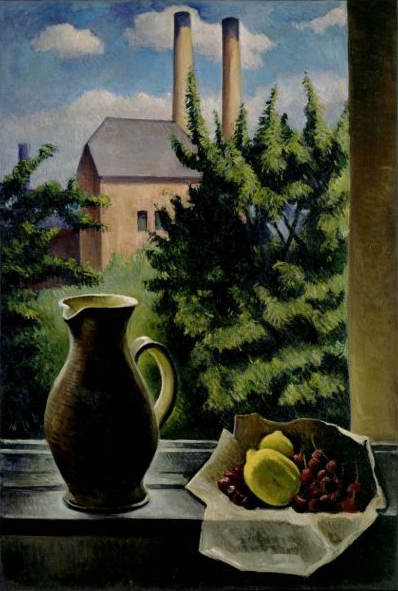
Stilleven met vensteruitzicht, 1936
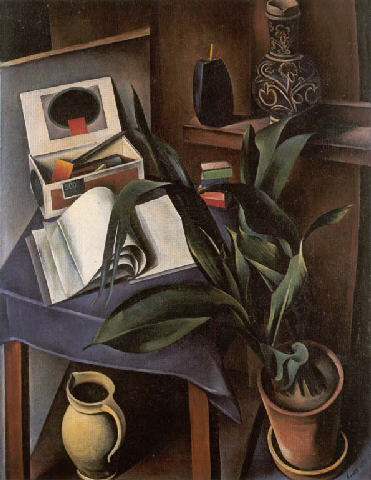
Stilleven II, 1922
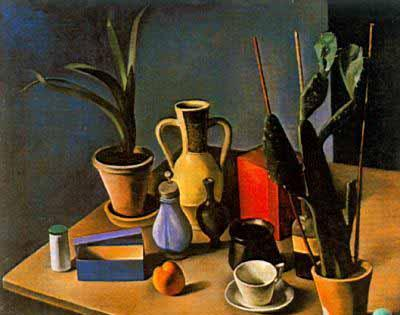
Stilleven met vazen, 1922
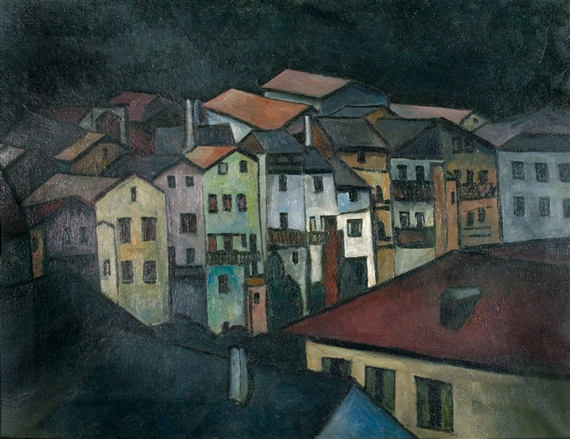
Stad in het dal II (Klausen), 1920
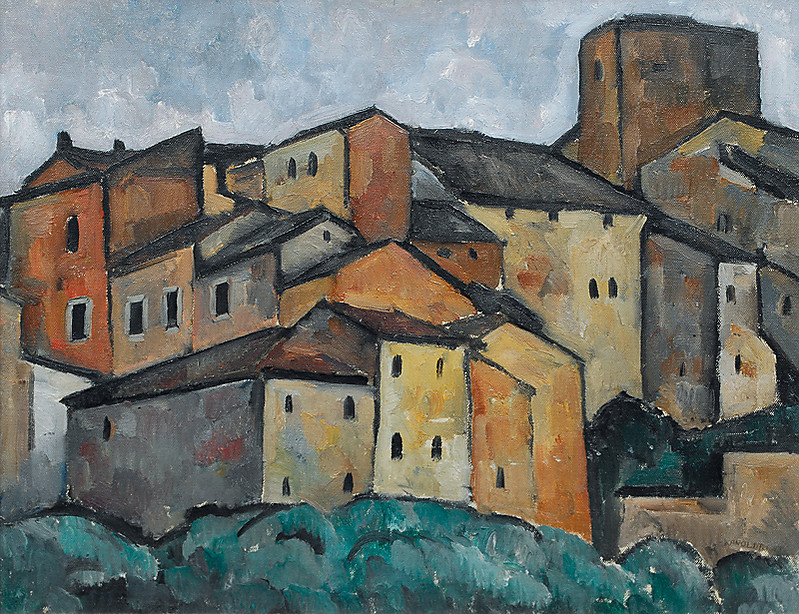
Gimignano, 1913